# Joan Canals
Pour les articles homonymes, voir Canals.
Joan Canals, né le 22 juin 1928 à Badalone et mort le 1er mars 2018 dans la même ville, est un joueur de basket-ball espagnol.

## Palmarès
- Vainqueur des Jeux méditerranéens de 1955